# Platyeutidium monodon
Platyeutidium monodon är en skalbaggsart som först beskrevs av Sylvain Auguste de Marseul 1870.  Platyeutidium monodon ingår i släktet Platyeutidium och familjen stumpbaggar. Inga underarter finns listade i Catalogue of Life.